# Nephridiacanthus manisensis
Espèce
Synonymes
- Oligacanthorhynchus manisensis (Meyer, 1931)

Nephridiacanthus manisensis est une espèce d'acanthocéphales de la famille des Oligacanthorhynchidae. C'est un parasite digestif du pangolin au Congo belge.

## Étymologie
Son nom spécifique, composé de manis et du suffixe latin -ensis, « qui vit dans, qui habite », lui a été donné en référence à son espèce hôte, Manis gigantea, le Pangolin géant. 